# Stato fallito
Il termine stato fallito usato per la prima volta da Madeleine Albright, ex segretario di Stato americano, viene spesso usato dai commentatori politici e giornalisti per descrivere uno Stato responsabile di non aver saputo realizzare alcune delle condizioni di base e le responsabilità di un legittimo Stato sovrano.

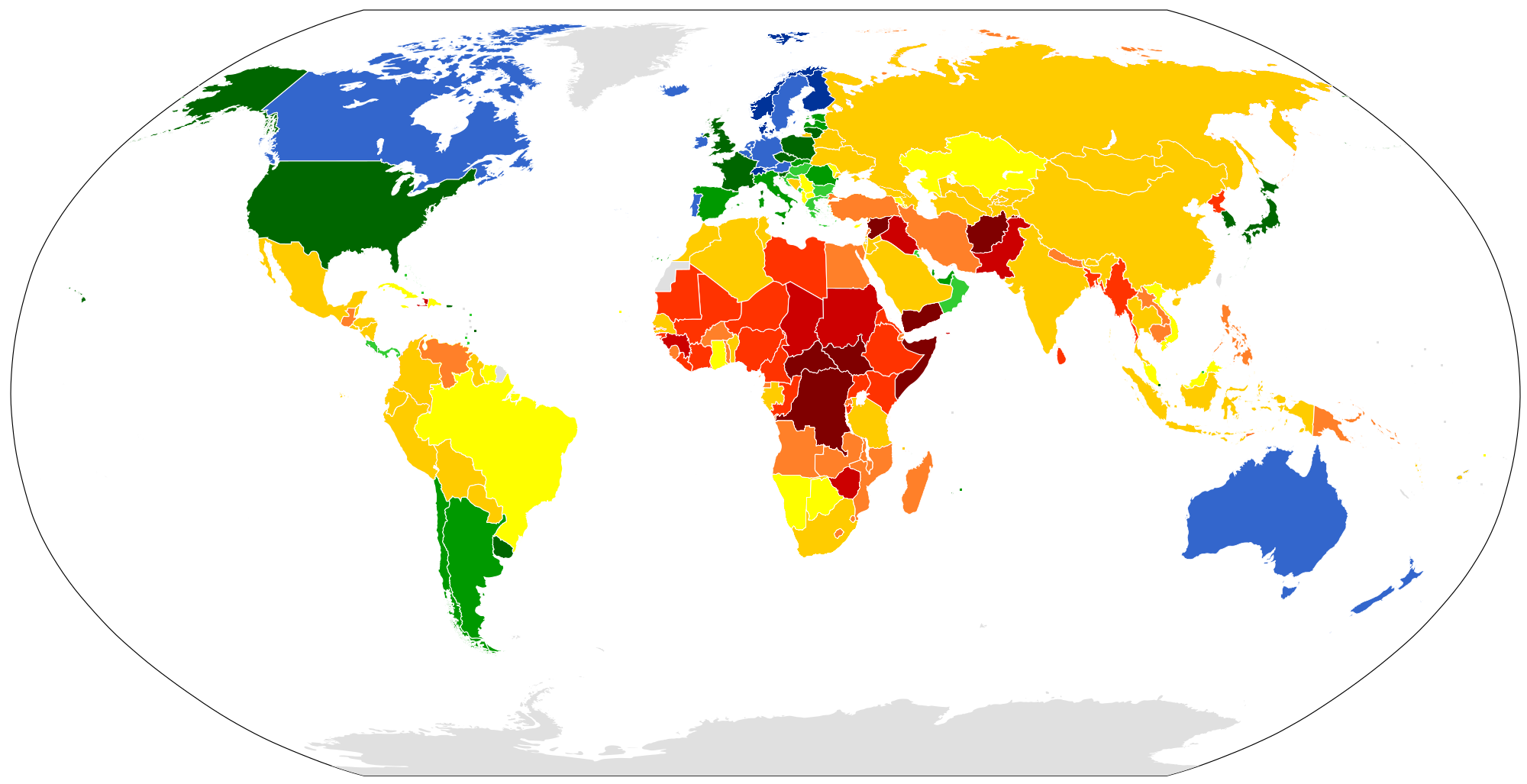
Stati falliti nel 2018
10-Sostenibile
40-Stabile
70-Pericolo
100-Allarme
120-Rischio crollo
Dati non disponibili

     10-Sostenibile
     40-Stabile
     70-Pericolo
     100-Allarme
     120-Rischio crollo
     Dati non disponibili

## Definizione
Non esiste una definizione chiara e universale di 'Stato fallito'.
Si può dire che uno Stato "ha successo" se, nelle parole di Max Weber, mantiene "il monopolio dell'uso legittimo della forza fisica" all'interno dei suoi confini. Quando questo monopolio viene spezzato o messo in dubbio, l'esistenza stessa dello Stato diventa dubbia, viene messa in discussione, e lo Stato diventa uno Stato fallito. La difficoltà nel determinare se un governo mantiene il monopolio dell'uso legittimo della forza comporta che non è chiaro quando uno Stato si può dire veramente fallimentare. Questo problema di legittimità del potere politico può essere risolto comprendendo il significato attribuitovi da Weber. Weber spiega chiaramente che solo lo Stato ha i mezzi di produzione necessari per la violenza fisica. Questo significa che lo Stato non ha bisogno di legittimazione per il conseguimento del monopolio sui mezzi di violenza (de facto), ma ne avrà bisogno se ha necessità di usarla (de jure).
William Easterly e Laura Freschi hanno sostenuto che il concetto di fallimento dello Stato "non ha una definizione coerente" ed è controproducente. Anche il Centro di Ricerca sulla crisi degli Stati della London School of Economics nega valore euristico ad una definizione dinamica, suscettibile di evoluzioni e di involuzioni anno per anno secondo l'indice utilizzato dal dipartimento di Stato USA.
Il contrario di uno "Stato fallito" è uno "Stato permanente", e la linea di demarcazione assoluta tra queste due condizioni è difficile da accertare ai margini. Anche in uno Stato fallito, alcuni elementi dello Stato, come le organizzazioni statali locali, potrebbero continuare ad esistere, a differenza delle società acefale che rigettano la stessa esistenza di una gerarchia.

## Parametri
Al fine di rendere la definizione più precisa, per caratterizzare uno Stato fallito sono stati spesso utilizzati i seguenti attributi, proposti dalla ONG Fund for Peace:
- Perdita di controllo fisico del territorio o del monopolio dell'uso legittimo della forza fisica.
- Erosione della legittima autorità nel prendere decisioni collettive.
- Incapacità di fornire servizi pubblici adeguati.
- Incapacità di interagire con altri Stati come membro a pieno titolo della comunità internazionale.
- Spesso una nazione fallita è caratterizzata da fallimento sociale, politico ed economico.

Tra le caratteristiche comuni di uno Stato fallimentare vede la presenza di un potere centrale così debole o inefficace, che ha un controllo limitato, o assente, su gran parte del suo territorio, criminalità diffusa e corruzione dilagante, fenomeni di massa, movimento di rifugiati e rivolte della popolazione, e forte declino economico.
Il livello di controllo di un governo richiesto per evitare di essere considerato uno “stato fallito” varia considerevolmente tra le autorità. Inoltre, la dichiarazione che uno Stato ha "fallito" è generalmente controversa, e, quando fatto autorevolmente, può portare notevoli conseguenze geopolitiche indesiderate.

#### 2010

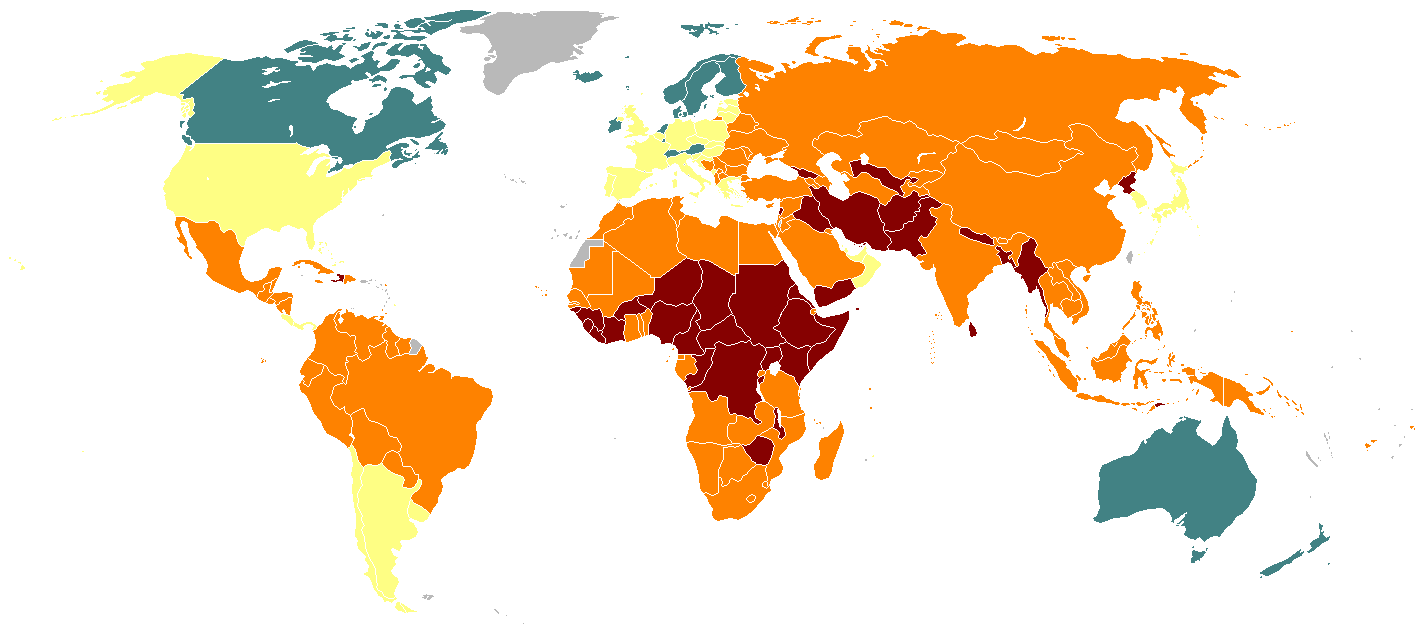
Stati falliti secondo il "Failed States Index 2010" di Foreign Policy
Allerta
Pericolo
Nessuna Informazione / Territorio Dipendente
Moderato
Sostenibile

#### 2009

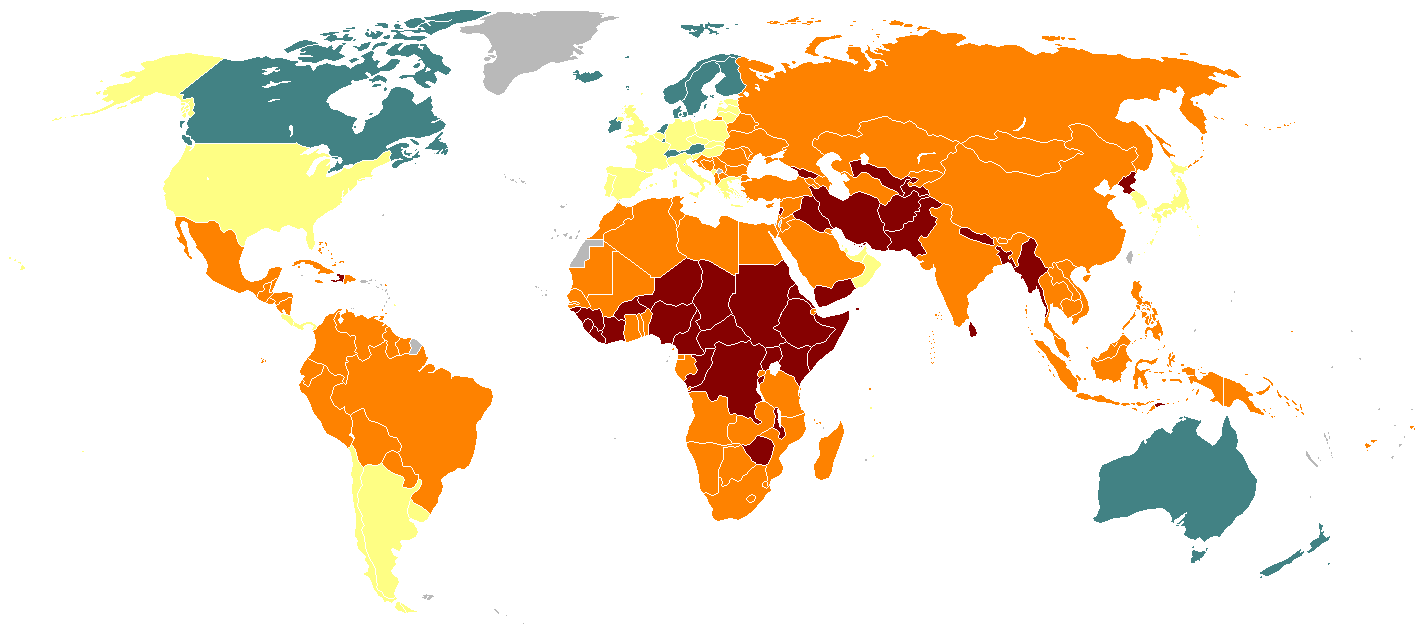
Stati falliti secondo il "Failed States Index 2009" di Foreign Policy
Allerta
Pericolo
Nessuna informazione / Territorio dipendente
Moderato
Sostenibile

#### 2008

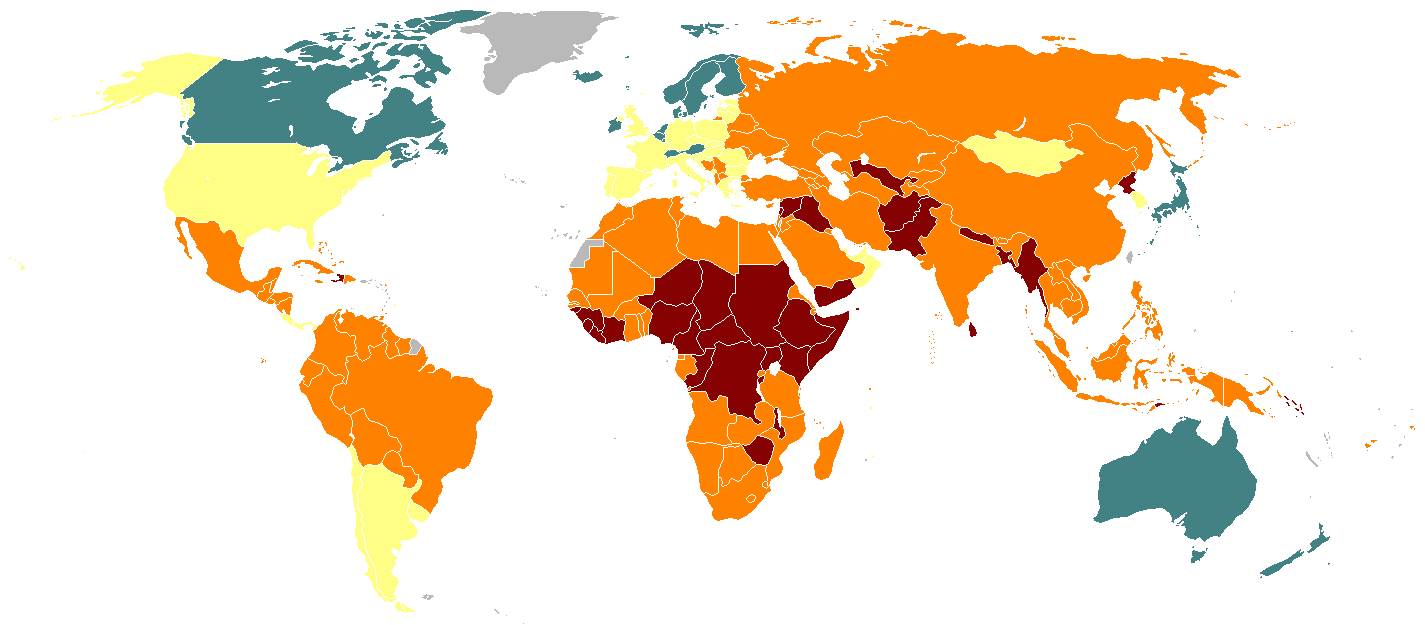
Stati falliti secondo il "Failed States Index 2008" di Foreign Policy
Allerta
Pericolo
Nessuna Informazione / Territorio Dipendente
Moderato
Sostenibile

#### 2007

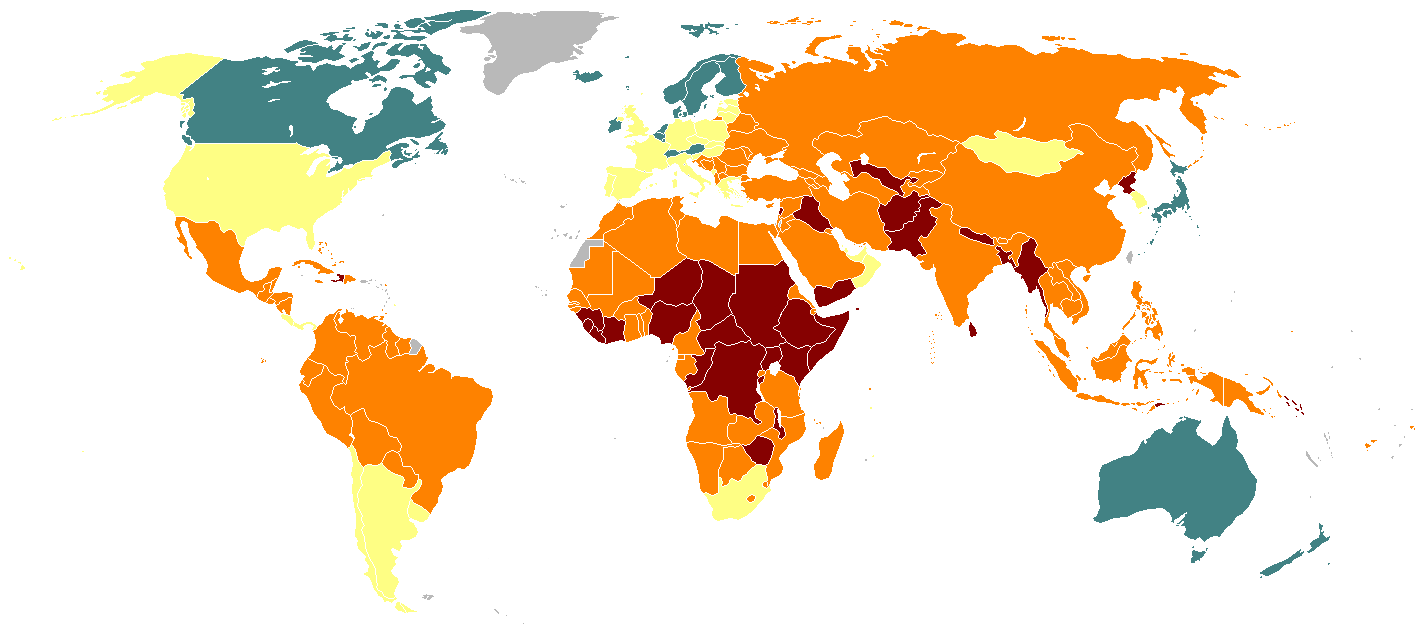
Stati falliti secondo il "Failed States Index 2007" di Foreign Policy
Allerta
Pericolo
Nessuna Informazione / Territorio Dipendente
Moderato
Sostenibile

#### 2006

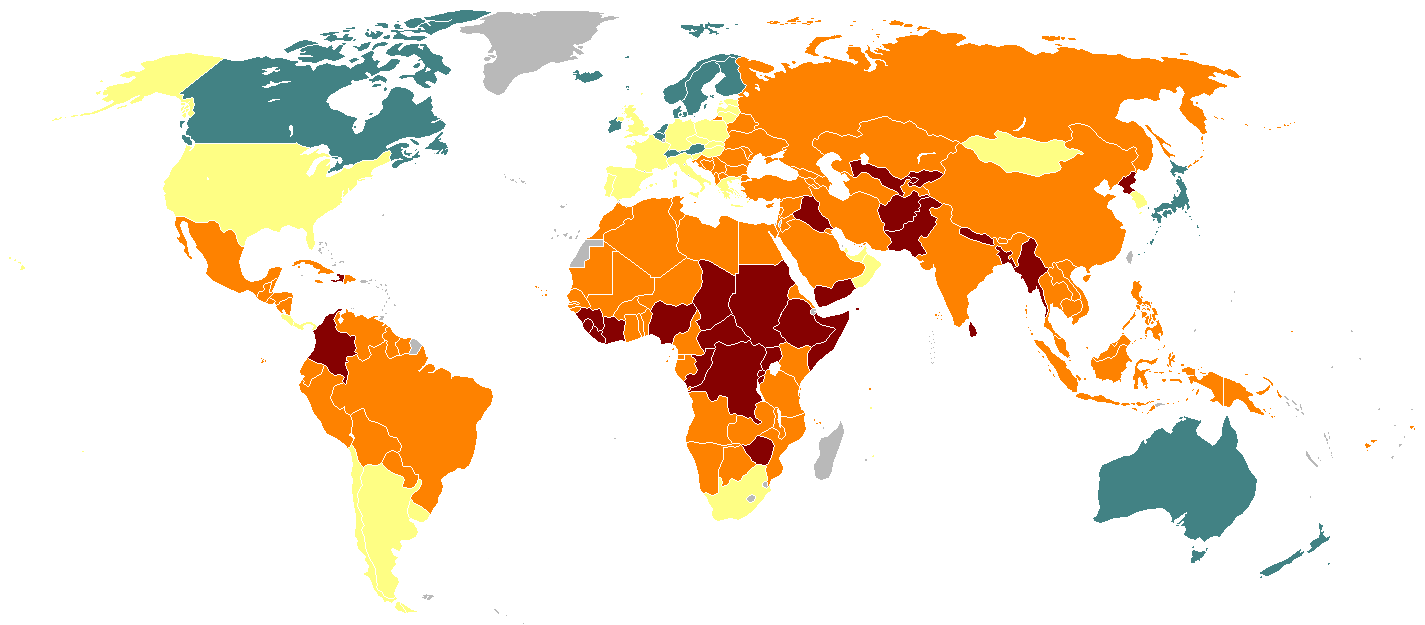
Stati falliti secondo il "Failed States Index 2006" di Foreign Policy
Allerta
Pericolo
Nessuna Informazione / Territorio Dipendente
Moderato
Sostenibile

#### 2005

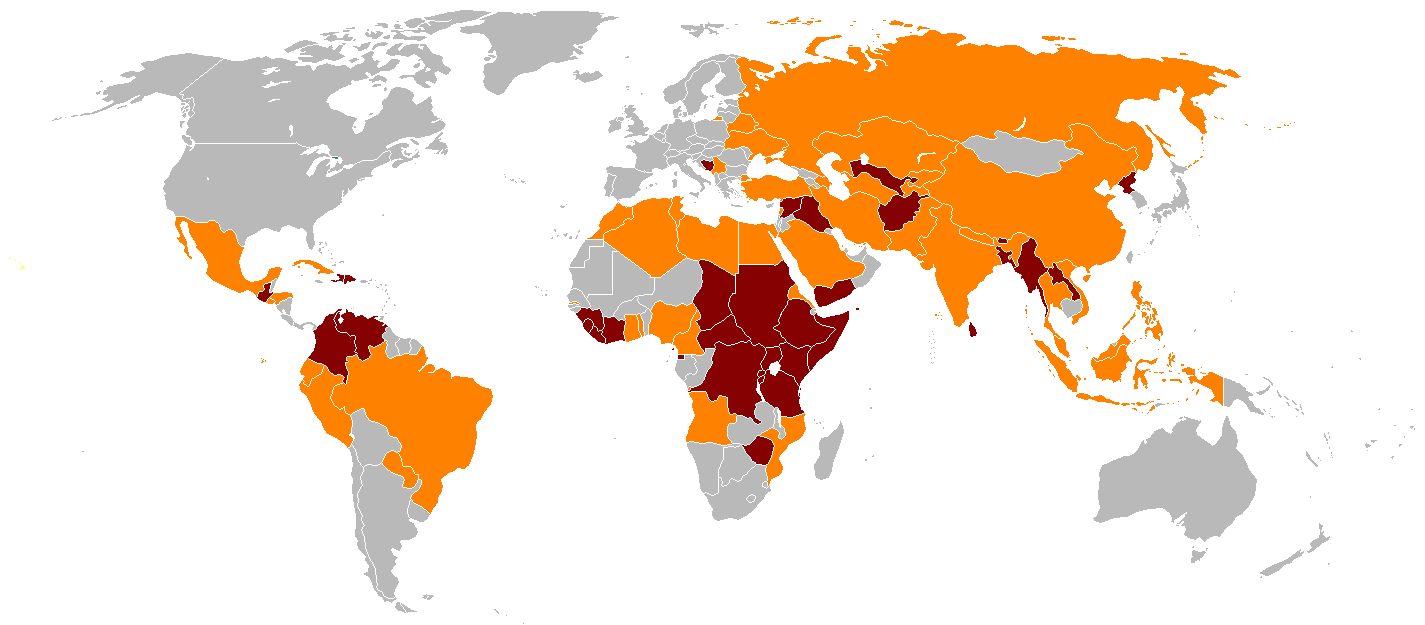
Stati falliti secondo il "Failed States Index 2005" di Foreign Policy
Allerta
Pericolo
Moderato / Sostenibile / Nessuna Informazione / Territorio Dipendente